# Regina Hock
Regina Hock (* 18. Januar 1963 in München) ist eine promovierte deutsche Juristin und Präsidentin des Bundespatentgerichts.

## Biographie
Regina Hock studierte ab 1981 Rechtswissenschaften an der Ludwig-Maximilians-Universität München und legte 1986 das Erste, 1989 das Zweite juristische Staatsexamen ab. Bis 1999 arbeitete sie als Richterin und Staatsanwältin in der bayerischen Justiz sowie als Referentin im Bereich Öffentlichkeitsarbeit in der Bayerischen Staatskanzlei.
Von 2000 bis 2010 war Hock am Bundespatentgericht als Richterin in einem Marken-Beschwerdesenat, einem Technischen Beschwerdesenat sowie als Referatsleiterin im damaligen Referat für Öffentlichkeitsarbeit und internationale Angelegenheiten tätig.
Ab Januar 2011 leitete sie die Hauptabteilung „Recht“ und ab Oktober 2012 die Hauptabteilung 4 „Verwaltung und Recht“ am Deutschen Patent- und Markenamt.
Mit Wirkung vom 1. Mai 2021 wurde Regina Hock zur Präsidentin des Bundespatentgerichts ernannt. Am 30. April 2021 wurde sie im Bundesministerium der Justiz und für Verbraucherschutz von Bundesjustizministerin Christine Lambrecht in ihr neues Amt eingeführt, zugleich wurde ihre Vorgängerin Beate Schmidt verabschiedet.
Regina Hock hat zwei erwachsene Töchter.